# Diklonin
A diklonin helyi érzéstelenítő. Orvosi beavatkozás előtt használatos a fájdalom csökkentésére a száj és torok nyálkahártyának ill. az anogenitális szervek (külső nemi szervek és a végbélnyílás) sérülésekor. Fagyási, égési ill. ragya okozta sérülések esetén, valamint fogorvosi beavatkozáskor a nyelőreflex kiküszöbölésére is használják.
A sejtfal nátriumion-áteresztő képességét csökkenti, ezáltal gátolja a bőrben ill. a nyálkahártyában található idegvégződések működését.
Aeroszol, spray, gyógycukorka vagy oldat formájában kerül forgalomba.

## Készítmények[1]
- Sucrets (az USA-ban kapható gyógycukorka)
- Diclonia
- Diclonina
- Dyclocaine
- Dyclocainum
- Dyclone
- Dyclonin
- Dyclonine HCL
- Dycloninum
- Dyclothane
- Tanaclone

Keverékek:
- Skin Shield Liquid Bandage
- Tanac Medicated Gel

## Fordítás
Ez a szócikk részben vagy egészben  a   Dyclonine című angol Wikipédia-szócikk fordításán alapul.  Az eredeti cikk szerkesztőit annak laptörténete sorolja fel. Ez a jelzés csupán a megfogalmazás eredetét és a szerzői jogokat jelzi, nem szolgál a cikkben szereplő információk forrásmegjelöléseként.